# Registro de estado
Se conoce como registro de estado a los registros de memoria en los que se deja constancia de algunas condiciones que se dieron en la última operación realizada y que podrán ser tenidas en cuenta en operaciones posteriores. Por ejemplo, en el caso de hacer una resta, en el registro de estado queda constancia de si el resultado fue cero, positivo o negativo, o si se sobrepasó la capacidad de representación.
Cada modelo de procesador tiene sus propios registros de estados, pero los más comunes son:
- Z = Zero flag: El resultado es cero.
- S = Sign flag: El resultado es negativo.
- V = Overflow flag: El resultado supera el número de bits que puede manejar la ALU.
- P = Parity flag: Paridad del número de 1 en los datos.
- I = Interrupt flag: Se ha producido una interrupción.
- C = Carry flag: Acarreo de la operación realizada.